# Vivisekce

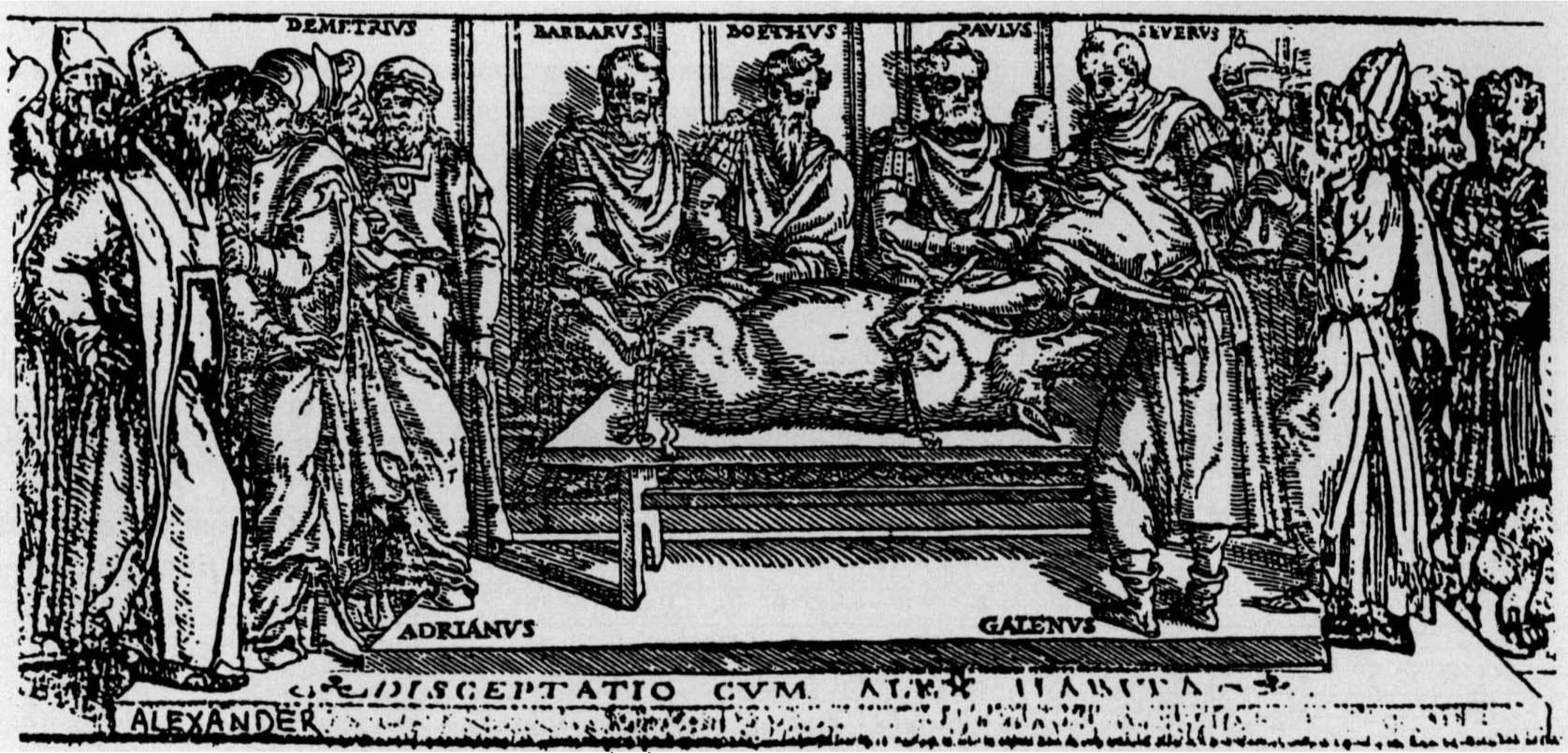
Ilustrace k vydání Galénových spisů z roku 1541: Galén ukazuje, že přerušení hrtanových nervů zbaví zvíře hlasu.

Vivisekce je původně pojem odkazující na pitvu nebo chirurgický zákrok na živém zvířeti nebo člověku.
Hlavní rozdíl mezi chirurgickým a vivisekčním zákrokem je ten, že zatímco chirurgický zákrok je primárně zaměřen k zlepšení zdravotního stavu nemocného zvířete nebo člověka, primárním účelem vivisekčního zákroku je výzkum, prováděný za účelem získání informací.
V některých případech se může jednat o zákrok bez narkózy, což může být považováno za získávání informací za cenu nadměrného utrpení. Etický problém je však v tom, že při ní vždy dochází k poškození zkoumaného organismu, které někdy může být i letální, tedy že je živý tvor obětován výzkumu.